# Юрі Мюлдер
Юрі Мюлдер (нід. Youri Mulder, нар. 23 березня 1969, Брюссель) — нідерландський футболіст, що грав на позиції нападника. По завершенні ігрової кар'єри — тренер та коментатор на телеканалі NOS.
Виступав за клуби «Твенте» та «Шальке 04», а також національну збірну Нідерландів.
Дворазовий володар Кубка Німеччини, володар Кубка УЄФА. 

## Клубна кар'єра
Народився 23 березня 1969 року в місті Брюссель. Вихованець футбольної школи клубу «Аякс».
У дорослому футболі дебютував 1990 року виступами за команду клубу «Твенте», в якій провів три сезони, взявши участь у 72 матчах чемпіонату. У своєму другому сезоні в команді забив 18 голів. Більшість часу, проведеного у складі «Твенте», був основним гравцем атакувальної ланки команди. У складі «Твенте» був одним з головних бомбардирів команди, маючи середню результативність на рівні 0,38 голу за гру першості.
1993 року перейшов до клубу «Шальке 04», за який відіграв 9 сезонів. Завершив професійну кар'єру футболіста виступами за цю команду в 2002 році.

## Виступи за збірну
1994 року дебютував в офіційних матчах у складі національної збірної Нідерландів. Протягом кар'єри у національній команді, яка тривала 8 років, провів у формі головної команди країни лише 9 матчів, забивши 3 голи.
У складі збірної був учасником чемпіонату Європи 1996 року в Англії.

## Кар'єра тренера
Розпочав тренерську кар'єру 2008 року, ставши виконуючим обов'язки головного тренера клубу «Шальке 04». Наразі досвід тренерської роботи обмежується цим клубом.

## Титули і досягнення
- Володар Кубка Німеччини (2):

«Шальке 04»: 2000-2001, 2001-2002
- Володар Кубка УЄФА (1):

«Шальке 04»: 1996-1997